# IC 3202
IC 3202 је елиптична галаксија у сазвјежђу Береникина коса која се налази на листи објеката дубоког неба у Индекс каталогу.
Деклинација објекта је + 27° 3' 27" а ректасцензија 12h 21m 44,2s. Привидна величина (магнитуда) објекта IC 3202 износи 16,4 а фотографска магнитуда 17,4. IC 3202 је још познат и под ознакама NPM1G +27.0359, PGC 3089316.